# NGC 2160
NGC 2160 (другое обозначение — ESO 57-SC61) — рассеянное скопление в созвездии Золотой Рыбы, расположенное в Большом Магеллановом Облаке. Открыто Джоном Гершелем в 1836 году. Возраст скопления составляет около 80 миллионов лет, металличность — 21% от солнечной, причём различные оценки дают заметно отличающиеся значения возраста.
Этот объект входит в число перечисленных в оригинальной редакции «Нового общего каталога».